# Birgit Schenk
Birgit Schenk ist eine deutsche Wirtschafts- und Verwaltungsinformatikerin. Von 2003/04 bis 2011 war sie Professorin für Verwaltungsinformatik an der Hochschule Kehl. Seit 2011 lehrt sie im Bereich Verwaltungsmanagement/e-Government an der Hochschule Ludwigsburg.

## Leben
Schenk studierte Betriebswirtschaft mit dem Abschluss Diplom-Betriebswirtin (Hochschule Pforzheim). Später folgte ein Studium der Wirtschaftspädagogik mit dem Abschluss Diplom-Handelslehrerin an der Universität Hohenheim. 2002 promovierte Schenk zum Thema Telekooperationsdidaktik.

## Wirken
An der Hochschule Kehl initiierte Schenk den inzwischen nicht mehr existierenden Weblog verwaltung.modern und war u. a. als Gleichstellungsbeauftragte tätig. An der Hochschule Ludwigsburg wirkte Schenk u. a. als Studiendekanin des Studiengangs Public Management – Innenverwaltung, baute mit Kollegen und Kolleginnen beider Hochschulen für öffentliche Verwaltung den Studiengang Digitales Verwaltungsmanagement auf und ist Leiterin des Transferzentrums Digitale Transformation im öffentlichen Sektor.

## Schriften (Auswahl)
Publikationen sind u. a. folgende erschienen:
- T Giesbrecht, G Schwabe, B Schenk: Service encounter thinklets: How to empower service agents to put value co‐creation into practice. Information Systems Journal 27 (2), 171–196
- Birgit Schenk (Ko-Autorin): Designing for light-weight collaboration. In: Global perspectives on design science research. Springer, Berlin 2010. ISBN 978-3-642-13334-3. Seite 449–460
- Birgit Schenk (Ko-Autorin): Design IT-gestützter kooperativer Bürger-Beratung. In: Multikonferenz Wirtschaftsinformatik 2010. Univ.-Verl., Göttingen 2010. ISBN 978-3-941875-31-9. Seite 137–139
- Birgit Schenk: (Ko-Autorin): Ein Sack voll Flöhe hüten. In: E-Learning 2010. Physica-Verl., Heidelberg 2010. ISBN 978-3-7908-2354-7. Seite 249–261
- Birgit Schenk (Ko-Autorin): Understanding the Advisory Needs of Citizens. In: Multikonferenz Wirtschaftsinformatik 2010. Univ.-Verl., Göttingen 2010. ISBN 978-3-941875-31-9. Seite 269–270
- Birgit Schenk (Ko-Autorin): Verringerung des Kommunikationsdefizits zwischen IT und Fachämtern in Kommunen mit Hilfe einer IT-Strategie. In: Die Gemeinde – BWGZ. Gemeindetag Baden-Württemberg, Stuttgart 2007. Seiten 255–257
- Birgit Schenk: Telekooperationsdidaktik. Dt. Univ.-Verl., Wiesbaden 2002. ISBN 3-8244-7691-6

Die gesamte